# Sidney Moraes
Sidney Moraes de Almeida Júnior (Ituiutaba, 3 marzo 1977) è un allenatore di calcio brasiliano.

## Palmarès

### Giocatore
- Campionato paulista: 1

San Paolo: 1998
- Campionato Pernambucano: 1

Sport: 2000
- Campionato del Nordest: 1

Sport: 2000
- Campionato Carioca: 1

Fluminense: 2002

### Allenatore
- Taça Minas Gerais: 1

Boa Esporte: 2012